# Eencellige

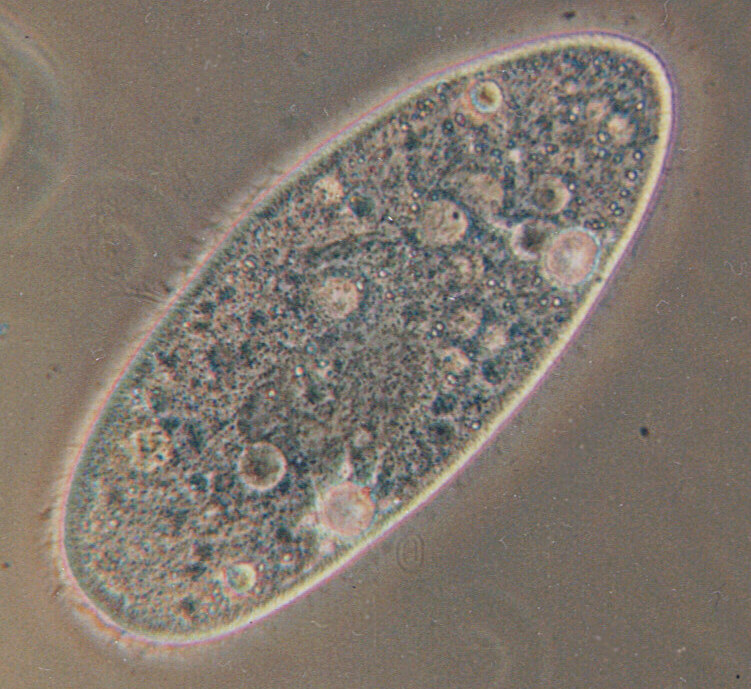
Microscopische foto van een eencellig pantoffeldiertje.

Eencelligen zijn organismen die overeenkomen in het kenmerk dat ze uit één cel bestaan. Eencelligen zijn individueel niet zichtbaar met het blote oog, ze behoren tot de micro-organismen. Er zijn prokaryote en eukaryote eencelligen.

## Prokaryoten
Prokaryoten zijn alle eencellig en hebben een eenvoudige celbouw, zonder organellen. Prokaryoten hebben ringvormig DNA dat los in het cytoplasma van de cel ligt, en geen echte celkern met daarin vervatte chromosomen. De groep van de eencellige prokaryoten vormt in de taxonomie twee verschillende domeinen: de bacteriën (bijvoorbeeld de blauwwieren, die tot fotosynthese in staat zijn), en de met de bacteriën evolutionair niet-verwante Archaea.

## Eukaryoten
Tot de eukaryoten behoren eencellige en alle meercellige organismen. Eukaryoten hebben een complexere, gecompartimenteerde celbouw met verschillende organellen, zoals een celkern, mitochondriën, een golgicomplex, endoplasmatisch reticulum, flagellen en cilia. Eencellige eukaryoten met chloroplasten worden tot de informele groep van de algen gerekend.
Eukaryote eencellige organismen hebben grotere cellen dan prokaryoten – het celvolume kan wel een factor 1000 groter zijn dan bij prokaryoten. Doordat eukaryote cellen gecompartimenteerd zijn in organellen, kunnen ze, via verschillende reactiepaden, meerdere soorten biochemische reacties tegelijk laten plaatsvinden in hun cytoplasma, en zijn die reacties efficiënter.
Tot de eencellige eukaryoten behoren de protozoa zoals amoeben, veel soorten schimmels, veel soorten algen (behorende tot de rood-, bruin- en groenwieren) en pantoffeldiertjes.
Veel eukaryote parasieten hebben een gereduceerde bouw en zijn eencellig. Niet altijd zijn alle organellen bij deze parasieten aanwezig.

## Virussen
Virussen bestaan niet uit cellen en worden niet tot de levende materie gerekend.

## Evolutie
De cel is de kleinste bouwsteen van al het aardse leven, van alle eencellige en meercellige organismen. De oudste levensvormen op aarde bestonden uit één cel: de evolutie van het leven op aarde begon met (nu uitgestorven) soorten eencelligen.
In een later stadium van de evolutie vormden sommige eencelligen van een zelfde soort kolonies van identieke eencelligen. Binnen sommige van dergelijke celkolonies ontstonden gedurende de evolutie samenwerkingsverbanden tussen cellen, waarbij verschillende cellen verschillende functies kregen: celspecialisatie of celdifferentiatie. Via celdifferentiatie evolueerden sommige van deze celkolonies tot de eerste meercellige organismen die zich als zodanig ook konden voortplanten.

## Ontdekkingsgeschiedenis
Louis Pasteur noemde de eencelligen die hij onder de microscoop waarnam infusoria, in zijn werk Animalcules infusoires vivant sans gaz oxygene libre et determinant des fermentations (Trilhaardiertjes die leven zonder vrije zuurstof en die fermentatieprocessen veroorzaken) uit 1861.